# Baranyahídvég
Baranyahídvég ist eine ungarische Gemeinde im  Kreis Sellye im Komitat Baranya.

## Geografische Lage
Baranyahídvég liegt 14 Kilometer südöstlich der Kreisstadt Sellye an dem Fluss Fekete-víz. Nachbargemeinden sind Sámod, Kisszentmárton, Hirics und Vajszló.

## Sehenswürdigkeiten
- Naturschutzgebiet Bükkhát (Bükkhát természetvédelmi terület), nördlich des Ortes gelegen
- Reformierte Kirche, erbaut 1840–1844

## Verkehr
Durch Baranyahídvég verläuft die Landstraße Nr. 5804. Es bestehen Busverbindungen über Vajszló nach Sellye sowie nach Harkány und Siklós. Der nächstgelegene Bahnhof befindet sich in Sellye.